# Zselénszky Róbert
Gróf Zselénszky Róbert (Újarad, 1850. július 30. – Budapest, 1939. november 20.) nagybirtokos, közgazdasági író, császári és királyi kamarás, főrendiházi tag.

## Életpályája
Apja a krakkói születésű gróf Zelenka-Zelenski László (1809–1863), földbirtokos, anyja eötvenesi Lovász Amália (1825–1907). Az anyai nagyszülei eötvenesi Lovász Imre (1756—1827), királyi tanácsos, Arad vármegye alispánja, földbirtokos és esztelneki Bíró Amália voltak. Egyetlenegy testvére gróf Zelenka-Zelenski Matild (1852–1938), császári és királyi csillagkeresztes hölgy, akinek a férje felső-szilvási báró Nopcsa Elek (1848–1918) császári és királyi kamarás, országgyűlési képviselő, színházi intendáns. Unokaöccse báró Nopcsa Ferenc (1877–1933), dr. phil., paleontológus, geológus, a MTA tagja, a Magyar Földtani Intézet igazgatója, a British Geological Society tagja, huszárhadnagy volt. A lengyel eredetű főnemesi család beházasodva Arad megyében Ötvenes, Újarad, Szentmiklós, Keszinne és Zádorlak birtokokat nyerte.
Tanulmányokat végzett Firenzében, Párizsban, Pesten és Hohenheimban. Földbirtokos volt Temes, Arad, Békés, Csongrád, Szatmár, Szabolcs, Ugocsa és Bereg megyében, valamint Galíciában. 1899. szeptember 28-án I. Ferenc József magyar királytól magyar grófi címet nyert. Arad vármegye törvényhatósági és közigazgatási bizottságának tagja, valamint elnöke a Gazdák Biztosító Szövetkezetének, a Magyar Szőlőgazdák Országos Egyesületének, az Aradmegyei Gazdasági Egyesületnek, tiszteletbeli elnöke az Arad-csanádi Gazdasági Takarékpénztárnak és a Mezőgazdasági Szesztermelők Országos Egyesületének alelnöke volt. 1901-ben igazgató elnöke lett a Nemzeti Kaszinónak. 1903. október 15-én ő felsége a titkos tanácsosi címmel tüntette ki. Közgazdasági kérdésekben szólalt fel úgy a képvisélő-, mint a főrendiházban. A vámügyi tanács és az országos filoxéra-bizottság tagja volt. Egyik alapítója volt az arad-kőrösvölgyi, a későbbi arad-csanádi vasutaknak. Képviselte mint nemzetipárti 1881-ben a lippai, 1884-ben a szentannai, 1892-ben az újaradi, mint kormánypárti pedig 1901-ben a világosi, 1905-ben a lippai kerületet. Az 1905 elején beállott válság elején ő felsége a helyzetről való véleményét kikérte. 1906-tól a főrendiház tagja. A Gazdák Biztosító Szövetkezete működését mint elnök négy évtizeden át irányította. Vezető szerepet töltött be az Országos Magyar Gazdasági Egyesületben (OMGE).

## Házassága
Parádon, 1885. július 11-én feleségül vette a magyar főnemesi nagykárolyi gróf Károlyi családból való nagykárolyi gróf Károlyi Klára (*Nagykároly, 1865. október 18.–†Bécs, 1926. május 3.) cs. és kir. palotahölgy és csillagkeresztes hölgy kisasszonyt, akinek a szülei nagykárolyi gróf Károlyi Viktor (1839–1888), földbirtokos és orczi báróOrczy Irma (1842–1909), cs. és kir. palotahölgy, csillagkeresztes hölgy voltak. Az apai nagyszülei nagykárolyi gróf Károlyi György (1802–1877), cs. és királyi kamarás, Békés, majd Szatmár vármegye főispánja, koronaőr, földbirtokos, valamint zichi és vásonkeöi Zichy Karolina (1818–1903) grófnő voltak. Az anyai nagyszülei orczi báró Orczy István (1806–1848), földbirtokos, valamint  kisfaludi és lubellei báró Lipthay Auguszta (1818–1902) voltak. Zselénszky Róbert gróf és Károlyi Klára grófnő frigyéből nem született gyermek.

## Főbb művei
- Spekulation und Preisgestaltung (Bp, 1897);
- Spekuláció és árképződés (Bp., 1897);
- Szerződésünk Ausztriával (Bp., 1898);
- A szocializmus ellen (Bp., 1898);
- A budapesti Búzaring (Bp., 1899);
- Fünf Vorträge über den Blanko-Terminhandel. Aus dem Ungarischen übersetzt von Ferdinand Wilfing. (Bp, 1900. A Magyar Gazdák Szemléjében és más szaklapokban megjelent cikkek fordítása);
- Az adóreformról (Bp., 1902);
- Agrárpolitikai észrevételek (Bp., 1907);
- Tizenkétévi küzdelem a tőzsdéken űzött fedezetlen határidőüzleti szerencsejáték ellen (Bp., 1908);
- Emlékeim (Bp., 1928).

## Emlékezete
- Zs. R. (Erdészeti L. 1939) Zs. R. (Nekrológ, Köztelek, 1939.)